# Žanejevci
Žanejevci (Žane; Жанеевцы, Жанэ; ime dolazi po grčkom nazivu Ηνίοχοι (Geniohi) za lokalna plemena što su živjela od 6. do 1. stoljeća prije Krista istočno od Crnog mora), jedno od adigejskih plemena koji su živjeli u dolini rijeke Cemez (Цемезь) blizu Novorosijskog zaljeva (Новороссийская ili Цемесская бухтa) i duž obale Crnog mora do rijeke Pšady (Пшады). Godine 1804. porazila ih je ruska vojska, nakon čega su se preživjeli naselili na Karakubanskom otoku, južna Rusija.

## Vanjske poveznice
- ZIHIA / Кто мы? Этнографический ликбез
- АДИГИ  Arhivirana inačica izvorne stranice od 23. rujna 2008. (Wayback Machine)